# 迪爾菲爾德官邸

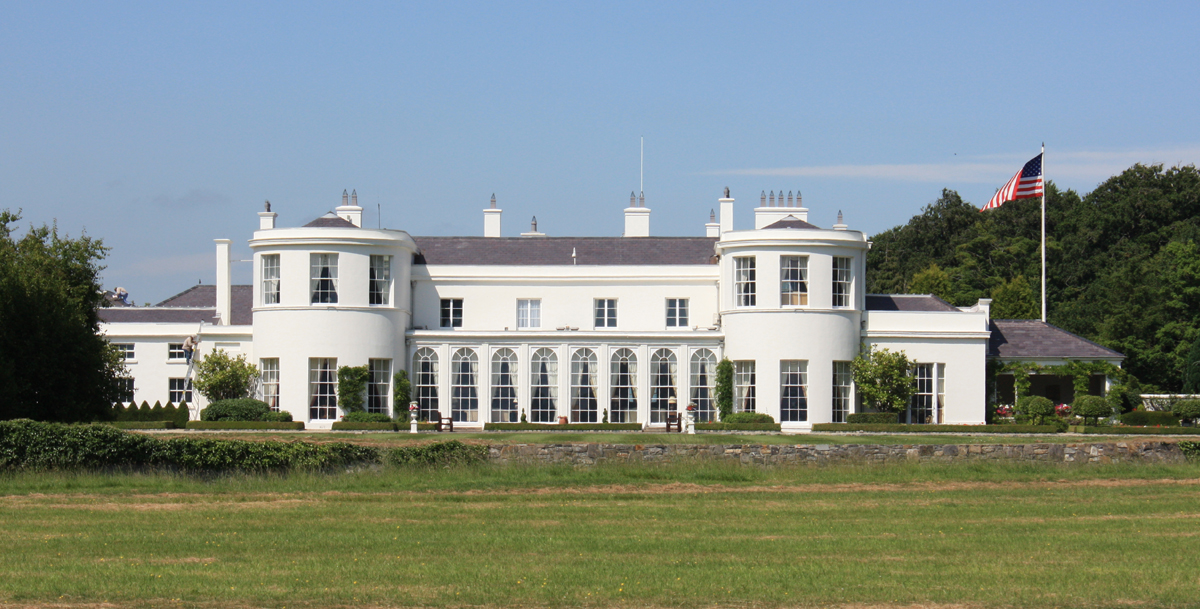

迪爾菲爾德官邸（Deerfield Residence）是美國駐愛爾蘭大使的官邸。這座建築此前曾是美國駐愛爾蘭大使館的辦公地點，自1927年開始成為美國駐愛爾蘭大使的官邸。建築的對面是愛爾蘭總統府。

## 外部連結
- Description of living in the Chief Secretary's Lodge in the 1850s

53°21′29.5″N 6°19′59.3″W / 53.358194°N 6.333139°W